# Habana Blues
Habana Blues è un film del 2005 diretto da Benito Zambrano.
È stato presentato nella sezione Un Certain Regard al 58º Festival di Cannes.
Ha vinto due Premi Goya, per la miglior colonna sonora e il miglior montaggio.
È dedicato «a Cuba, esa loca y maravillosa isla».

## Colonna sonora
La colonna sonora del film comprende le seguenti canzoni e temi musicali:
- Habana Blues di José Luis Garrido, Enrique Ferrer, Dayán Abad, Equis Alfonso
- Cansado di José Luis Garrido, Enrique Ferrer, Dayán Abad, Equis Alfonso
- Amanacer di José Luis Garrido, Enrique Ferrer, Dayán Abad, Equis Alfonso
- Habaneando di José Luis Garrido, Enrique Ferrer, Dayán Abad, Equis Alfonso
- Opening You di José Luis Garrido, Enrique Ferrer, Dayán Abad, Equis Alfonso
- Échate pa'llá, échate pa'cá di José Luis Garrido, Enrique Ferrer, Dayán Abad, Equis Alfonso
- Lágrimas tatuadas di José Luis Garrido, Enrique Ferrer, Dayán Abad, Equis Alfonso
- En todas partes di Kelvis Ochoa, Descemer Bueno, Equis Alfonso
- Arenas de soledad di Kelvis Ochoa, Descemer Bueno, Equis Alfonso
- Sedúceme di Kelvis Ochoa, Descemer Bueno, Equis Alfonso
- Se feliz di Descemer Bueno
- No se vuelve atrás di Dasari Kumar e Telmary Díaz
- Superfinos negros di Lester Amado Martínez, Leonardo Pérez, José Luis Borges, Telmary Díaz
- Felación di Gorki Luis Águila Carrasco
- Rebelión di Alejandro Padrón Granados
- Rap del rolo ratero di Rolando Berrio
- Caridad di Rolando Berrio
- Cuando se vaya la luz mi negra di Fran Delgado
- Ley di Equis Alfonso
- Algarabía di Kelvis Ochoa
- Proposiciones di Pablo Milanés
- Cuban hip hop montuno di Osmel Francis Turne, Yoandy Lorens Gonzalez, Eiky Acosta Arawo
- Mi dinero di Manuel Hernández Boudet
- Solito di Manuel Hernández Boudet
- Combination di Manuel Hernández Boudet
- Date la vuelta y vete di Manuel Hernández Boudet
- Ahí viene lo bueno di Manuel Hernández Boudet
- Ahora sì di Manuel Hernández Boudet
- Ay Juana di H. Fernández, M. Atencio, A. Perera, R. Domínguez
- Ahí ná má di H. Fernández, M. Atencio, A. Perera, R. Domínguez, Y. Izquierdo
- Cuando me dijiste adios di David Blanco
- Tengo para dar di David Blanco

## Riconoscimenti
- Premi Goya 2006
  - Miglior colonna sonora
  - Miglior montaggio